# Batalha da Colônia do Sacramento
A Batalha da Colônia do Sacramento consistiu em uma série de tentativas frustradas do almirante William Brown de capturar a cidade de Colônia do Sacramento, que estava sob controle brasileiro e sitiada em terra por forças insurgentes uruguaias, no contexto da Guerra da Cisplatina entre o Império do Brasil e as Províncias Unidas do Rio da Prata . Os confrontos começaram na manhã de 26 de fevereiro de 1826 e terminaram em 14 de março de 1826.

## Fundo
A cidade murada de Colônia do Sacramento era um ponto estratégico para os brasileiros devido à sua proximidade com a cidade de Buenos Aires , capital das Províncias Unidas, que sofria um bloqueio naval pela Marinha Imperial Brasileira . Os brasileiros usavam seu porto como um centro para reabastecimento de navios no Rio da Prata e, assim, continuam bloqueando o porto de Buenos Aires. Por esse motivo, a cidade era defendida por uma guarnição local no forte e baterias, e 4 pequenas embarcações: o brigue Real Pedro , o bergantim Pará e as escunas Liberdade do Sul e Conceição.
Em 22 de fevereiro de 1826, dias após a batalha de Punta Colares , o almirante William Brown foi informado pelo capitão José Murature , que acabava de retornar de Montevidéu no cutter Luisa , que a frota brasileira estava ancorada paralelamente a Punta del Indio e que a corveta brasileira Itaparica estava passando por reparos pelos danos sofridos na ação de Punta Colares. Brown então decidiu lançar um ataque surpresa à frota brasileira, zarpando ao meio-dia daquele dia. A esquadra naval de Brown consistia na fragata 25 de Mayo, na barca Congreso, nos brigues Republica, Belgrano e Balcarce e na escuna Sarandí.
O plano inicial era atacar a frota brasileira à noite, mas devido a um erro, os argentinos perderam o efeito surpresa e os brasileiros, percebendo a aproximação inimiga, rapidamente zarparam. Brown decidiu não persegui-los e, em vez disso, rumou para o norte para um ataque combinado a Colônia do Sacramento, que estava sendo sitiada em terra por um destacamento de 400 homens do exército de Juan Antonio Lavalleja , comandado por Ramón Cáceres.

## Ações Anteriores
Brown chegou a Colônia do Sacramento na noite de 25 de fevereiro de 1826, ancorando seus navios fora do alcance dos canhões da fortaleza da cidade, e enviou um emissário com um pedido pedindo que o comandante brasileiro, brigadeiro Manuel Jorge Rodrigues , um veterano da Guerra Peninsular , se rendesse.
O pedido dizia:
 "A bordo da fragata 25 de Mayo, 25 de fevereiro de 1826.
O General em Chefe da esquadra da República Argentina, em nome de seu Governo, ordena ao Governador de Colônia do Sacramento que a entregue com as forças marítimas estacionadas em seu porto, no prazo peremptório de 24 horas, advertindo seu Governador, que em caso afirmativo, serão respeitadas todas as propriedades existentes na cidade, e não serão incendiados nem a população nem os barcos.
O abaixo assinado espera que o Governador, por humanidade e para evitar qualquer derramamento de sangue, atenda a esta solicitação, com base na superioridade de suas forças no Rio da Prata.
Sem outra razão, saúda o Governador com toda consideração.
William Brown.
Excelentíssimo Senhor Governador de Colônia do Sacramento"
Ao que Rodrigues respondeu:
 "Colônia do Sacramento, 25 de fevereiro de 1826.
O Brigadeiro dos Exércitos Nacional e Imperial e Governador desta vila, responde em seu nome e em nome de toda a guarnição que tem a honra de atender à solicitação do General em Chefe da Esquadrilha da República Argentina, que somente o destino das armas decide o destino das vilas.
Saudações ao Sr. General em Chefe com toda a consideração.
Manuel Jorge Rodrigues.
Excelentíssimo Senhor General em Chefe da Esquadrilha da República Argentina". 
O capitão de fragata Frederico Mariath , comandante dos navios brasileiros em Colônia do Sacramento, convocou um conselho para decidir como a defesa da cidade deveria ser realizada. Mariath sugeriu que seus quatro navios fossem ancorados sob a proteção dos baluartes de Carmen e Santa Rita, com os lados voltados para o porto, para fornecer apoio de fogo. Esta proposta foi aceita por Jorge Rodrigues. Oito canhões dos navios foram desembarcados para formar duas baterias em terra: uma foi colocada no baluarte de Tambor, a fim de proteger os navios e impedir que os argentinos desembarcassem no molhe da cidade, e a outra foi colocada entre os baluartes de São Pedro e São Miguel. Quatro horas depois de ter enviado seu emissário e ao receber a resposta, o almirante Brown ordenou que seus homens iniciassem o ataque a Colônia do Sacramento.

## Batalha

### Ataque inicial
Na madrugada do dia 26 de fevereiro os brasileiros já estavam em posição para o próximo ataque: Frederico Mariath estava com Manuel Jorge Rodrigues no Tambor; as baterias de Santa Rita e São Pedro eram comandadas pelos tenentes Antônio Leocádio do Couto e José Inácio de Santa Rita, respectivamente; o então jovem tenente Joaquim José Inácio estava a bordo de um dos navios brasileiros.
A esquadra argentina iniciou a aproximação pelo sudeste, trocando fogo pesado com o bastião de São Pedro em terra por mais de duas horas, durante as quais o brigue Belgrano se separou de sua formação após cruzar a ilha de San Gabriel , encalhando na margem leste da ilha, perigosamente perto das baterias inimigas, que concentraram seu fogo nele. Apesar dos esforços para levantar o Belgrano e os outros navios enviados em seu resgate, o navio foi abandonado por sua tripulação depois que um tiro de Santa Rita matou seu capitão e colocou 17 de seus homens fora de combate. À noite, o almirante Brown sinalizou para parar as hostilidades a fim de ganhar algum tempo e enviar outro enviado com uma mensagem para Jorge Rodrigues, na qual Brown declarou:
 "Creio que chegou a hora de cumprir a oferta que ontem lhe fiz, o Governador. Assim, espero que decida imediatamente sobre tão justa intimação, pois, caso contrário, sofrerá todo o rigor que a sua tenacidade merece, a quem Deus proteja por muitos anos".
W. Brown.
26 de fevereiro de 1826. 
Manuel Jorge Rodrigues respondeu:
 "Diga ao General em Chefe que o que foi dito, foi dito." 
Na noite de 1 de março de 1826, o almirante Brown atacou novamente Colônia do Sacramento, desta vez em um esforço coordenado com Juan Antonio Lavalleja. Os argentinos esperavam que o ataque em terra pelas forças sitiantes dividisse os brasileiros e tornasse o desembarque de Brown mais fácil. Poucos dias antes, em 27 de fevereiro de 1826, a frota de Brown havia sido reforçada pelas 6 canhoneiras que ele havia solicitado e também por um navio-hospital: Pepa . Cada canhoneira tinha uma tripulação de 30 homens e estava armada com um único canhão. O objetivo de Brown era incendiar todos os navios brasileiros, com exceção do Real Pedro , que ele planejava capturar para substituir o Belgrano . De 28 de fevereiro a 1 de março, 200 homens de Brown foram selecionados e armados para desembarcar em Colônia do Sacramento. Os homens foram divididos em grupos e receberam garrafas incendiárias e grogue.
Às 22h30, as 6 canhoneiras, juntamente com dois barcos auxiliares, navegaram silenciosamente em direção à cidade. Elas foram divididas em dois grupos, partindo dos lados da fragata 25 de Mayo : um grupo da direita e um da esquerda, comandados por Tomás Espora e Leonardo Rosales, respectivamente. Às 23h45, no entanto, os brasileiros notaram a aproximação argentina em direção ao molhe e abriram fogo das baterias. A tripulação dos navios brasileiros, ao ouvir os tiros, também abriu fogo contra os argentinos.
Espora e Rosales os atacaram, mas as quatro canhoneiras restantes foram arrastadas para perto do forte da cidade pelo vento e pela correnteza, ficando sob fogo dos bastiões de Carmen e Tambor e também dos brasileiros entrincheirados no molhe e seus arredores, o que resultou em muitas baixas. Os argentinos conseguiram abordar o brigue Real Pedro e incendiá-lo, iluminando a cena noturna com um clarão, mas tiveram que ajudar as canhoneiras que encalharam perto do molhe, estando sujeitas a intenso fogo inimigo. Jorge Rodrigues, sabendo que o controle do molhe era crucial, marchou pessoalmente sobre ele comandando os brasileiros.
O ataque em terra pelas forças sitiantes comandadas por Ramón Cáceres não aconteceu. Cáceres estava pronto e em posição para atacar a cidade, mas recebeu ordens de Lavalleja às 21h para não atacá-la. Cáceres imaginou que Lavalleja havia avisado Brown sobre essa ordem.
Antes do amanhecer, os argentinos desistiram do ataque e se retiraram, abandonando as canhoneiras 4 , 6 e 7 , que foram capturadas pelos brasileiros. Os argentinos sofreram dezenas de baixas, com cerca de 40 soldados e oficiais mortos e 80 feridos. O ataque custou aos brasileiros 19 mortos e 10 feridos e a perda do Real Pedro , que foi queimado e destruído.

### Ações finais
Após o ataque de 1º de março, para economizar munição e na esperança de obter ajuda das tropas de Lavalleja, Brown ordenou que seus navios disparassem apenas 6 tiros durante o dia e praticassem assaltos ao porto à noite, para manter os brasileiros em constante estado de alerta. Lavalleja finalmente chegou em 11 de março e se apresentou a bordo da nau capitânia de Brown, desculpando-se por sua anterior falta de iniciativa e dizendo a Brown que poderia contar com sua ajuda com 1.700 homens e 12 canhões para atacar Colônia do Sacramento. No entanto, preocupado com a indecisão de Lavalleja, Brown lhe disse que havia recebido ordens em 8 de março para abandonar o ataque.